# Jaula en batería para gallinas ponedoras

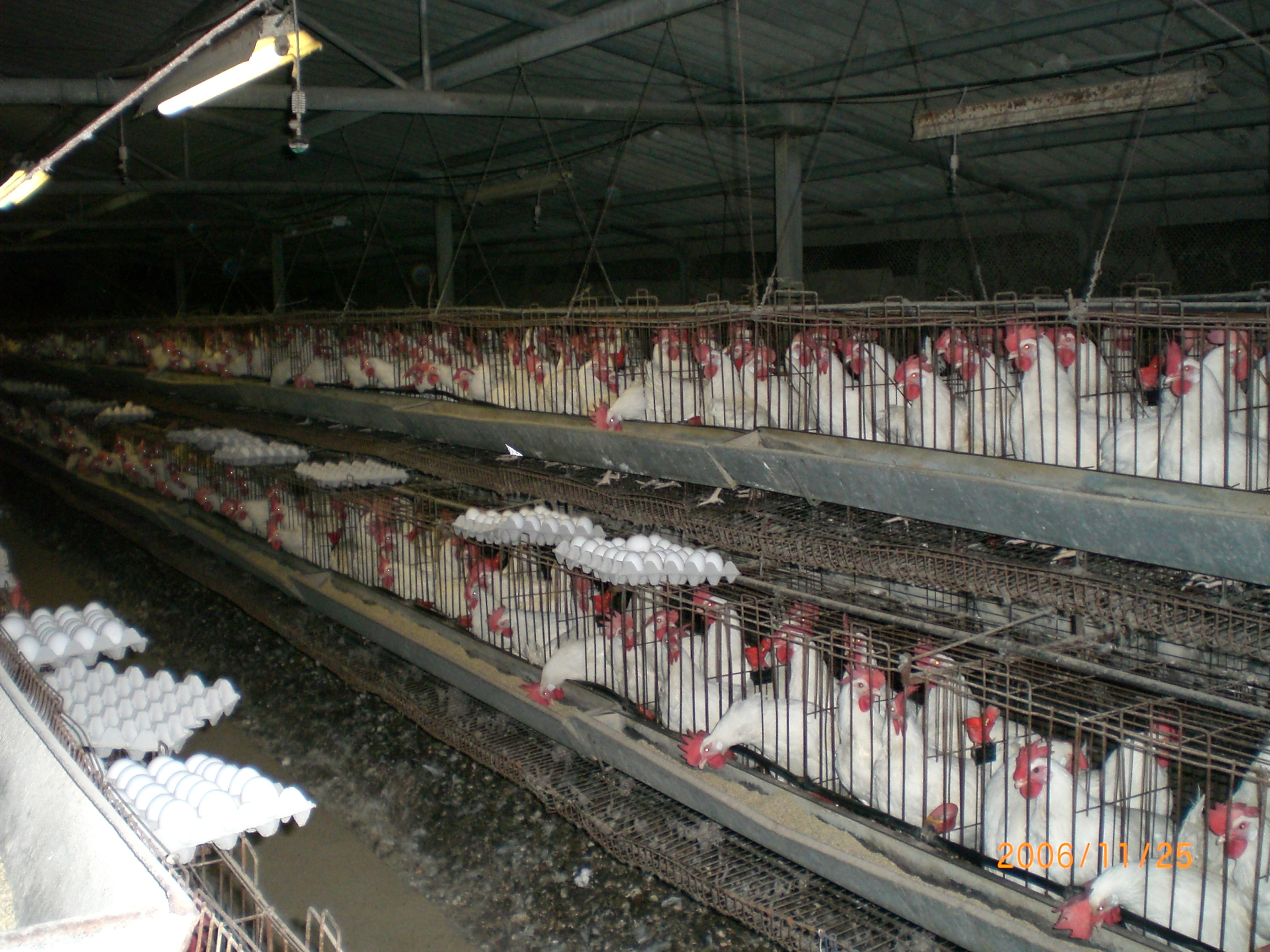
Gallinas ponedoras en jaula en batería

La cría de gallinas en jaulas en batería es una forma de ganadería intensiva.
Aproximadamente 60% de la producción mundial de huevos proviene de la cría de gallinas en jaulas en batería. Este tipo de jaulas fueron introducidas en los años 30 para permitir una mayor densidad de gallinas y reducir el coste de producción.
Esta forma de producción ha recibido varias críticas éticas y sanitarias, y como consecuencia ha sido prohibida en algunos países.

## Críticas
Las desventajas de este tipo de instalaciones incluyen problemas de salud de las gallinas, alta tasa de infección de los huevos y crueldad hacia los animales. Las gallinas ponedoras en jaulas en batería pueden padecer osteoporosis, picoteo de plumas y otras enfermedades.
Después de varias alertas sanitarias en los años 90 varios países han introducido legislación para atajar los problemas. A finales de los años 80 en Reino Unido hubo una importante crisis sanitaria por la infección de huevos de gallinas ponedoras por Salmonella.
En España, según datos de 2017 del Ministerio de Agricultura, Alimentación y Medio Ambiente español, hay censadas 46.732.917 gallinas ponedoras, y de ellas el 88% se crían dentro de jaulas de las que no salen nunca ni ven nunca la luz del sol.

### Tamaño de las jaulas

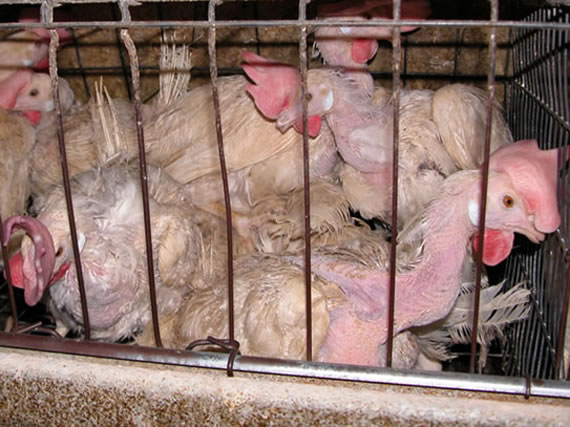
Battery cage

A las 16 semanas de edad, aproximadamente, las pollas (gallinas que aún no han comenzado a poner) son puestas en jaulas. En los países con legislación relevante, el espacio de suelo para la batería de jaulas parte desde los 300 cm² por ave. Los estándares de la Unión Europea en 2003 exigieron al menos 550 cm² por gallina. En los Estados Unidos, la recomendación actual de United Egg Producers es de 67 a 86 in2 (430 to 560 cm²) por ave.  El espacio disponible para cada gallina en una batería de jaulas ha sido frecuentemente descrito como menos que el tamaño de una hoja de papel A4 (624 cm²).  Otros han comentado que una jaula típica tiene cerca del tamaño de un cajón de armario y que tiene de ocho a 10 gallinas.
Algunos estudios del comportamiento mostraron que cuando giran, las gallinas usaban de 540 a 1006 cm², cuando extienden las alas de 653 a 1118 cm², cuando aletean de 860 a 1980 cm², se encrespan de 676 a 1604 cm², se acicalan de 814 a 1240 cm², y cuando rasguñan el suelo de 540 a 1005 cm².  Una asignación de espacio de 550 cm² impediría que las gallinas en baterías de jaulas ejecuten estos comportamientos sin tocar otra gallina. Los científicos del bienestar animal han sido críticos de las baterías de jaulas por estas restricciones de espacio y es ampliamente considerado que las gallinas sufren aburrimiento y frustración cuando son incapaces de realizar estos comportamientos.  Las restricciones espaciales pueden llevar a un amplio rango de comportamientos anormales de las aves en cautiverio, algunos de los cuales son dañinos a sí mismas o a sus compañeras de celda.

## Legislación

### Europa
El sistema de cría en batería ha sido prohibido en Suiza desde el 1 de enero de 1992.
En 1997 Alemania se anticipó a un directiva europea introduciendo nuevas normas ampliando el espacio mínimo de las jaulas para garantizar un volumen mínimo de 750 cm cuadrados comparados con los 550 cm cuadrados en la legislación europea anterior.
La entrada en vigor en enero de 2012 de la directiva europea 1999/74 de normas mínimas de alojamiento ponedoras ha supuesto una mejora de las condiciones de vida de la gallinas ponedoras y una reducción de los riesgos sanitarios tanto para las gallinas como para los consumidores de los huevos. La nueva norma ha supuesto considerables inversiones por parte del sector ovo productor. En España la asociación sectorial INOVO estima que el sector ha invertido más de 600 millones de euros para adaptarse a las nuevas normas. El parque español de gallinas ponedoras se ha reducido un 23% desde 2004 al pasar de los 52 millones a los 40 millones estimados para 2012. Otro efecto de las nuevas normas es el aumento del precio del huevo por la reducción del número de gallinas por productor. Entre 2011 y 2012 el precio de los huevos aumentó entre un 40% y un 50%. Según declaraciones del ministerio de agricultura a finales de 2011 un 50% de la producción española provenía de productores que ya se habían adaptado a las nuevas normas. Sin embargo, la comisión europea ha anunciado su intención de empezar un procedimiento por incumplimiento a España y a otros 15 países.
El uso de jaulas en batería está Prohibido en Austria, Bélgica, Países Bajos y Suecia.

### Estados Unidos
En Estados Unidos la asociación sectorial recomienda un tamaño de entre 430 y 560 cm. cúbicos (67 pulgadas cuadradas).